# Haven (Hørby Sogn)
 For alternative betydninger, se Haven. (Se også artikler, som begynder med Haven)
Haven er en herregård beliggende i Hørby Sogn, Dronninglund Herred, Hjørring Amt, var i første halvdel af 1500 tallet en bondegaard (Hafvende), I 1560 erhvervede Otte Knudsen Rud til Møgelkær (døde 1565) kronens rettighed til Haven, som derefter blev lagt under Sæbygaard, og Otte Rud eller en af de efterfølgende ejere må have forhandlet sig selv til ejendomsretten til gården, hvorved den blev en almindelig fæstegård. Otte Ruds enke Pernille Oxe (døde 1576) og sønnen Knud Ottesen Rud solgte i 1589 Sæbygaard med underliggende gods til Rigsråden Peder Munk (Lange) til Estvadgård, han brugte senest fra 1622 selv avlingen til Haven og udvidede betydeligt gården. Efter hans død i 1623 besad enken Sofie Pedersdatter Brahe Haven til sin død i 1642, da tilfaldt gården hendes Broderen Otte Pedersen Brahe til Krogholm, og siden dennes søn Manderup Brahe til Torbenfeldt, som i 1662 bortfæstede til en bonde og bygningen "var ikke anderledes end en ringe præstegård og fluks forfalden". Efter Manderup Brahes død i 1666 solgte enken Birgitte Nielsdatter Trolle, senere friherreinde af Brahetrolleborg i 1668 Sæbygaard, men bortforpagtede en kort tid Haven, indtil hun i 1672 skødede den med en del fæstegods til ridefoged på Asdal, Hans Pedersen Holst, der af rentekammeret fik godkendt, at Haven (1688: 22,45 (24,35) tdr. hartk. m. 165 tdr. land under plov) var en gamle adelig sædegård.

## Ejere
- 1560 Otte Knudsen Rud
- 1565 Pernille Oxe
- 1576 Knud Ottesen Rud
- 1589 Peder Munk
- 1623 Sofie Pedersdatter Brahe
- 1642 Otte Pedersen Brahe
- 1642 Manderup Brahe
- Birgitte Nielsdatter Trolle
- 1672 Hans Pedersen Holst
- 1684 Peder Jensen
- 1689 Henrik Lauridsen Bugge
- 1695 Hans Henriksen Bugge
- 1759 Arnoldus Dyssel Bugge
- 1763 Elisabeth Bugge
- 1769 Niels Bentzen Jespersen
- 1774 Else Katrine Kjeldsen
- 1775 Chr. Pedersen Meyling
- 1801 Jens Jørgensen Gleerup
- 1824 Lars Gleerup
- 1828 Peder Thøgersen Mollerup
- 1837 Chr. Mollerup
- 1844 Niels Andreas Undall
- 1892 Henrikke Louise Katrine Gleerup
- 1897 Caspar Laurids Undall
- 1907 P.A. Hansen
- 1908 P. Christiansen
- 1913 Chr. Peen
- 1921 Anton P. Olesen
- 1942 J.G og J.B. Christensen [1]